# إدي دورتي
إدي دورتي (بالإنجليزية: Eddie Doherty)‏ (30 أكتوبر 1890، شيكاغو في الولايات المتحدة - 4 مايو 1975 في كندا)؛ صحفي، كاتب، كاتب سيناريو وروائي أمريكي.

## روابط خارجية
- إدي دورتي على موقع IMDb (الإنجليزية)
- إدي دورتي على موقع أول موفي (الإنجليزية)
- إدي دورتي على موقع قاعدة بيانات الأفلام السويدية (السويدية)
- إدي دورتي على موقع قاعدة بيانات الفيلم (الإنجليزية)